# Gräberfeld Inglinge hög

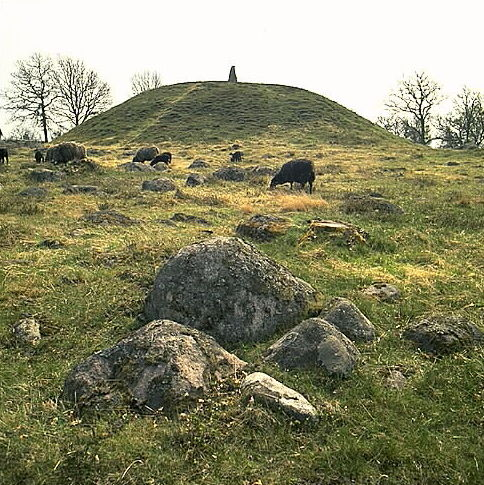
Inglinge hög

Auf dem Gräberfeld Inglinge Hög in Ingelstad, südlich von Växjö (RAÄ-Nummer: Östra Torsås 1:1) in Småland in Schweden findet man etwa 130 Grabanlagen aus der Eisenzeit.
Neben 96 ovalen, acht rechteckigen und fünf runden Steinsetzungen, zwei Schiffssetzungen und vielen Bautasteinen liegt hier mit etwa 37,0 m Durchmesser und 6,0 m Höhe der größte Grabhügel Smålands. Auf dem Hügel befinden sich ein Bautastein und die Kopie einer Grabkugel.

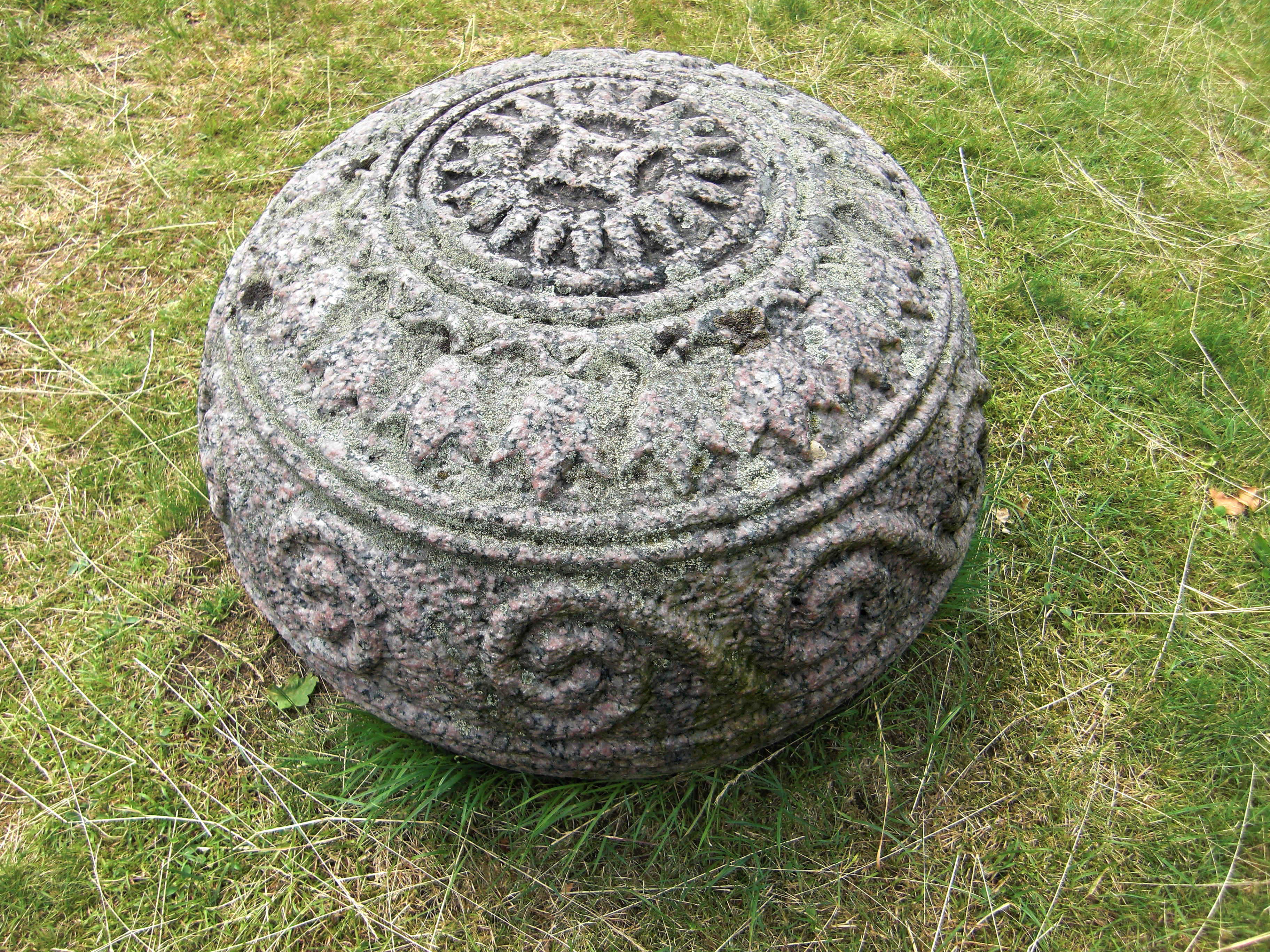
Die Kopie einer Grabkugel auf dem Inglinge hög

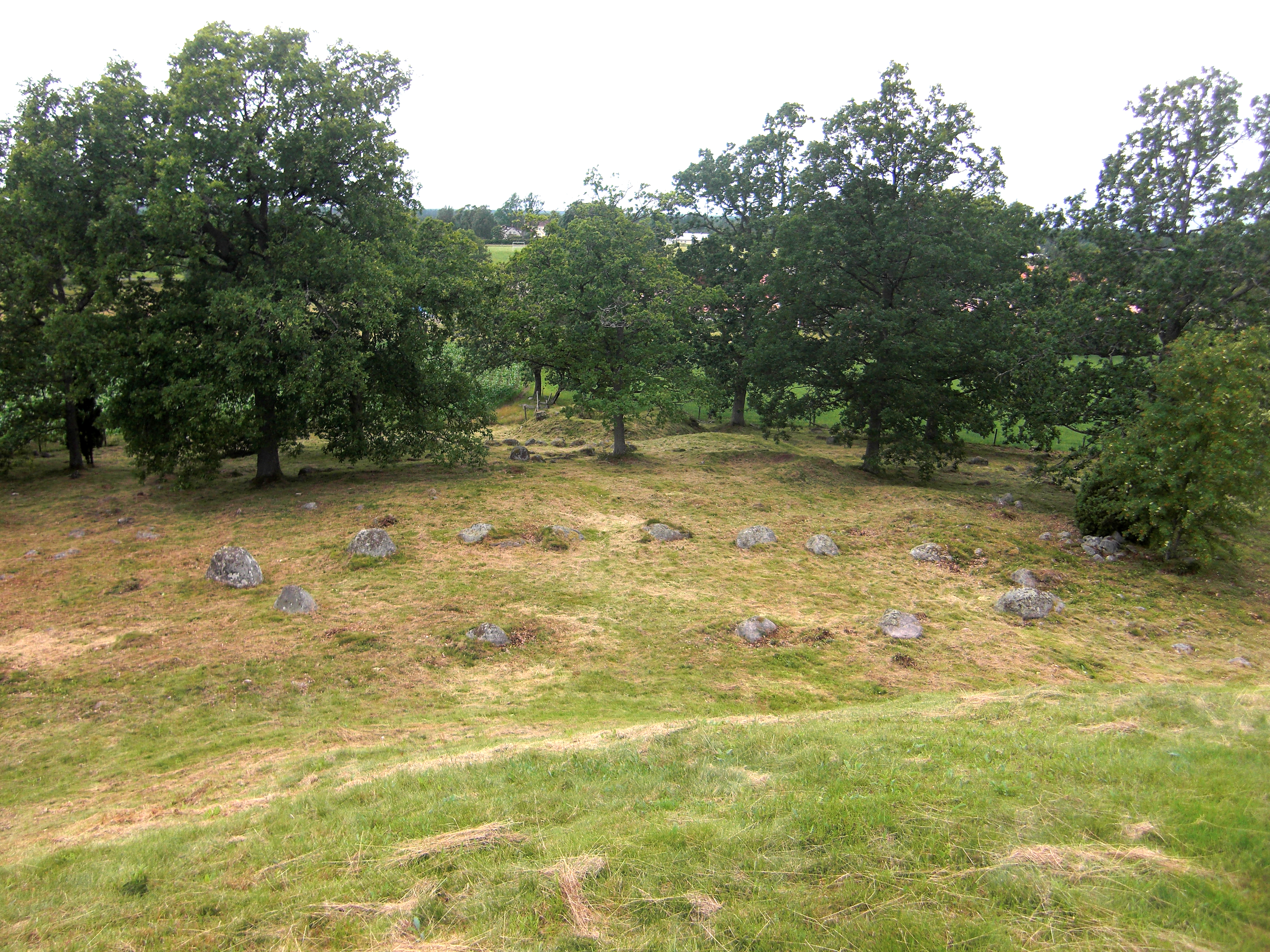
Kleine Schiffssetzung am Inglinge hög

Großhügel mit einem Durchmesser von mindestens 30 Metern heißen in Schweden oft Kungshögen (deutsch „Königshügel“ – Sättuna Kungshög; Kungshögen Högsäter und Nysäter; Kungshögen Höllviken und die Kungshögarna von Malmö-Oxie). Sie sind vorzugsweise in der Mälarlandskap anzutreffen, aber einige Beispiele finden sich auch in anderen Landschaften. Die Großhügel stammen oft aus der jüngeren Eisenzeit. Einige der größten sind Anundshög in Västmanland, Grönehög in Bohuslän, Högom in Medelpad, Ledbergs kulle in Östergötland, Ottarshögen in Uppland, Ströbo hög im Västmanland,  Skalunda hög in Västergötland, drei Hügel in Alt-Uppsala in Uppland.